# Хронологія українського повстанського руху (1945)
Нижче наведено список подій за участю УПА та Організації українських націоналістів за 1945 рік.

## Січень
- 2 січня — засідка сотні «Сірі» ВО-4 УПА-Захід (командир Володимир Чав’як-«Чорнота») на шосе Товмач-Париці Станіславської області на батальйон НКВС (2-годинний бій, з 200 військовослужбовців 70 знищені, загинули 4 воїна УПА)[1].
- 3 січня — у доповідній записці начальника спецгрупи відділу по боротьбі з бандитизмом УНКВС по Тернопільській обл. на ім’я начальника І відділу Головного управління боротьби з бандитизмом НКВС СРСР генерал-майора Горшкова повідомлялося, що під час операції поблизу села Лісники Бережанського району серед інших вбито “командуючого південною групою УПА “Гордієнка”. (На думку Петра Соболя, мова йшла про Івана Твердохліба, командира Чортківського куреню ВО-3 «Лисоня»)[2].
- 4 січня — напад невідомого загону УПА чисельністю 250 осіб на Глиняни. Бій тривав близько 4 години, внаслідок якого націоналісти відступили. Про бойові втрати з обох боків нічого не сказано[3].
- 8 січня — в селі Колодруби Бібрківського району Львівської області. Відбувся бій: відділ УПА під командуванням “Дира” знищив близько 100 бійців та командирів НКВС, втративши при цьому 30 повстанців.[4].
- 9 січня — на базарному майдані в Дрогобичі згідно вироку військового трибуналу “за розстріл 3-х радянських партизанів та пограбування місцевого населення” повішено двох вояків УПА – Безика й Білого, відповідно 1923 і 1921 р.н., мешканців Дрогобицького району. Під час екзекуції були присутні 8000 місцевих громадян[5].
- 10 січня — політбюро ЦК КП(б)У прийняло постанову “Про посилення боротьби з українськими націоналістами в західних областях УРСР”. У постанові перед НКВС, НКДБ ставились такі завдання: посилити репресії, не залишаючи поза увагою жоден випадок “бандпроявів”; поліпшити підготовку чекістсько-військових заходів та їх поступальність; у кожному населеному пункті створити відділи самоохорони; до 15 лютого провести в сільській місцевості облік місцевих жителів у віці від 15 років; домогтися розширення агентурної мережі, що дозволила б виявити місцезнаходження “банд”, їх керівників і плани. Обкоми партії мали підняти ефективність агітаційно-пропагандистської роботи в масах, а також організувати допомогу (лісоматеріалами, худобою тощо) мешканцям, які зазнали збитків у результаті дій “банд українсько-німецьких націоналістів за рахунок конфіскованого у бандитів майна”[6].
- 13 січня
  - відділ УПА з 500 вояків захопив містечко Журавно й утримував його з 3 до 6 годин ранку[7].
  - в селі Новосільці Ходорівського району група військ НКВС здійснювала “вилучення родин бандерівців”. На зворотньому шляху її обстріляли з лісу кулеметним і автоматним вогнем. У ході перестрілки три бійці отримали поранення, а лейтенанта держбезпеки Долгих — убито[8].
- 19 січня — бій куреня «Скажені» з більшовиками біля села Глибока. Знищено 320 ворогів, кількість поранених невідома; втрати повстанців — 7 убитих і 11 поранених[9].
- 21 січня;
  - чекістсько-військова група в складі оперативників райвідділу НКВД і бійців 27-го прикордонного загону військ НКВД Прикарпатського округу при проведенні операції в районі села Глибоке Богородчанського району Станіславської області була обстріляна бійцями із куреня «Благого». За даними радянської сторони, після 4-х годинного бою група упівців була розбита, загинуло 96 бійців, 1 взятий в полон.[10]
  - напад двох чот сотні ВО-3 УПА-Захід «Бурлаки» (командир Іван Семчишин-«Чорний») на райцентр Великий Глибочок Тернопільської області (знищено 10 представників влади, в т.ч. начальники райвідділу НКВС і райвійськкомату, загинув 1 і поранено 3 воїна УПА)[11].
- 26 січня — відбулось зіткнення пошукової групи 169-го полку ВВ НКВС (командир — старший лейтенант Савінов) з групою УПА. Загинули 6 воїнів УПА, був захоплений у полон командир Західної військової округи «Завихост» Юрій Стельмащук-«Рудий»[12].
- 27 січня — під час раптового нападу на збори радянського активу в селі Дем’янка-Лісна на Дрогобиччині повстанці знищили президію зборів, двох завідуючих відділами райкому КП(б)У, завідувача районного земельного відділу, заступників начальників Стрийської в’язниці і Стрийського депо. Поранені голова і заступник голови сільради[13].
- 30-31 січня — сотня «Вітрогони» разом із сотнею «Летуна» брали участь у нападі на районний центр Войнилів з метою звільнення арештованих оунівців, серед яких був Олександр Луцький. Під час нападу повстанці знищили десять більшовиків, здобули медикаменти й запаси шкіри, однак арештованих звільнити не вдалося[14].
- 31 cічня — вночі загін УПА в кількості 50 осіб здійснив напад на село Корчин Сколівського району. Під час нападу вбито 7 осіб, які неодноразово викликалися в “Смерш” і лояльно ставилися до радянської влади[15].

## Лютий
- 1 лютого — Степан Бандера разом з дружиною Ярославою і донькою Наталкою без дозволу німецьких властей виїхав з Берліна до Тіроля (Австрія) і перейшов на нелегальне становище[16].
- 2 лютого — українські повстанці висадили в повітря блок-пост залізничної станції Тисменичани та устій дерев’яного мосту на дільниці Калуш–Рожнятів, пошкодили зв’язок.[17].
- 4 лютого — бій куреня «Сивуля» у Парищанському лісі (між селами Парище, Верхній Майдан, Красна та Кубаївка). Знищено понад 50 більшовиків. Втрати повстанців — 41 убитий.[18]
- 5–6 лютого — поблизу Бережан Тернопільської області відбулась нарада Головного проводу ОУН(б) за участю Романа Шухевича, Дмитра Маївського, Яківа Бусела, Дмитра Грицая, Романа Кравчука, Миколи Арсенича, Василя Кука, Петра Дужого. На нараді розглядалися напрями розбудови та зміцнення мережі бандерівського підпілля. Присутні висловилися проти повернення Степана Бандери в Україну, тому практичне керівництво самостійницьким підпіллям залишалося прерогативою Шухевича.[19].
- 10 лютого — бій куреня «Перемога» під пересілком Сеньківське біля села Гринява. Передумовою бою було знищення 7 лютого майора і двох солдат з більшовицької стежі у складі 20 чоловік, які наткнулися на заставу куреня в селі Перехресне. Ворог відправив на 360 повстанців біля 300 солдат (потім надійшло близько 200 чоловік на поміч з Кут і Буковини), тому командир куреня вирішив прийняти бій. Упродовж дня повстанці відбили 15 ворожих атак. За даними УПА було знищено 104 та поранено 90 більшовиків. Втрати повстанців — 7 загиблих і 8 тяжко поранених[20].
- 12 лютого — поблизу с. Оржів Клеванського району Ровенської області. Повідомляється, що в ході спеціальної військово-чекістської операції підрозділ 20-ї бригади внутрішніх військ НКВС під командуванням начальника штабу 233-го стрілецького батальйону старшого лейтенанта Хабібуліна вбито трьох постанців, у т.ч. командира УПА–Північ Дмитра Клячківського (“Клима Савура”)[21].
- 14 лютого — українські повстанці здійснили напад на залізничну станцію Ланчин, вбили оперуповноваженого РВ НКДБ ст. Коломия Аверіка і забрали з собою начальника станції Голочана, чергового пострілочника[22].
- 16 лютого — польська міліція нападає на село Пашова, вбито 11 українців[23].
- 17 лютого — група винищувального батальйону спільно з групою самозахисту села Велика Гора (напевно Горигляди) мала сутичку з повстанським загоном у кількості 150 осіб у Коропецькому районі. У результаті 9-годинного бою останній втратив 27 вояків[24].
- 22 лютого — підривники сотні ВО-4 УПА-Захід «Летуни» в районі села Голинь (Калуський район, Станіславська область) підірвали військовий ешелон, який перевозив одну із частин НКВС. Як запевняють самі повстанці, за цієї диверсії було вбито та поранено близько 120 радянських військових[25].
- 24 лютого — українські повстанці підірвали залізничне полотно на перегоні Калуш–Рожнятів, у результаті чого пущено під укіс паливний поїзд. Матеріальні збитки оцінені в 50 тис. руб[26].
- 25 лютого — в  селі Вінне-Подбуковіна. Польською міліцією було вбито 12 українських мешканців, пограбовано їх майно[27].
- 26-27 лютого — на 94 км. дороги Львів-Тернопіль, під охороною чисельної групи УПА відбулася зустріч референтів Проводу ОУН Якова Бусела («Галина» , «Київський») і Дмитра Маївського («Косар»), які тоді квартирували на Козівщині, з 3-ма працівниками НКВС. Опис цієї зустрічі подає один з учасників — Карін, колишній енкаведист у книзі «Дорогою ганьби і злочинів», яку видав під іменем С.Т. Даниленко. Розмови тривали цілу ніч. Радянські представники доводили непереможність комуністичної доктрини, блискучу перемогу над гітлеризмом, необхідність побудову радянської України. Повстанці пояснювали за що бореться УПА, про потребу створення цілком незалежної Української держави. Радянські представники заявили, що вони не визнають жодних умов і націоналістичних концепцій боротьби за суверенну Україну і закликали представників УПА скласти зброю і «чесною працею змити з себе ганьбу минулого і т.ч. заслужити довір’я в українського народу». На тім і розійшлися. Гостей відпустили і більше з ними не зустрічалися, хоча на пункт зв’язку у Львові від них надходили пропозиції[28][29].
- 28 лютого —  поблизу села Грицеволя повстанці вбили першого секретаря райкому КП(б)У Ю. Маланчука і начальника райвідділу НКВС О. Ткаченка[30].

## Березень
- 2 березня — біля сіл Мриглоди і Грушка відбувається одне з найбільших зіткнень УПА з прикордонними військами НКВС на землях сучасної Польщі і одночасно одна з найсерйозніших поразок УПА на тих теренах. У битві з більшовиками гине 62 українських партизани. Невдовзі після зіткнення тіла полеглих партизанів УПА поховано у спільній могилі на території василіянського монастиря у селі Монастир біля Верхрати[31].
- 3 березня — партизани загону Юзефа Бісса «Вацлава», що походив з угруповання «Варта» Львівського округу АК полковника Францішека Рекуцького «Топора», разом з загонами польської самооборони вбили до 365 українських жителів села Павлокома[32].
- 6 березня — сотня УПА під командуванням «Бурлаки» вела бій у селі Тисова проти поляків, вбивши близько 20 осіб (зокрема капітана Війська Польського) та захопивши двох у полон. При цьому Щигельського було поранено в ногу, він повернувся в стрій через три тижні[33].
- 5 березня;
  - упівці здійснили збройний напад на станцію Тисменичани, підірвали котел водокачки, знищили 6 телефонних апаратів, завдавши збитків на суму 10 тис. рублів[34].
  - о 22 год. на вантажному подвір’ї стації Самбір невідомі вчинили диверсійний акт, підірвавши один вагон з евакуйованими поляками, в результаті якого кілька осіб отримали пошкодження, один — поранення[35].
- 7 березня — під час зіткнень із загонами НКВД на Львівщині загинули сотенний УПА Ілько Кубряк (село Бунів) і районний провідник Володимир Голамага–«Бравий» (Поніковицький район)[36][37].
- 8 березня — оборонний бій сотні «Летуна» УПА-Захід з НКВС у селі Гряда біля Львова (загинув чотовий Дуб, стрільці Гузяк та Андрій Склим); зіткнення ОУН з облавниками НКВС у селі Гаї-Розтоцькі Заложцівського району Тернопільської області (загинув районний військовий референт Богдан Калинович-Зелений-23 роки)[38].
- 11 березня — партизани УПА, прикидаючись солдатами прикордонних військ НКВС, після короткої і жорсткої битви з членами Управління Безпеки, займають село Махнівок. Після виконання відбору мешканців, вбито щонайменше 21 людину[39].
- 18 березня — у Костопільському районі під час чекістсько-військової операції вбито курінного “Вовка”, взято його ад’ютанта Арсена Бенедюка[40].
- 19 березня — партизани із загонів Ряшівського округу Національної військової організації/Національного військового з’єднання Юзефа Задзерського-«Волиняка», Станіслава Пельчара-«Майка» і Францішка Казуба-«Лиса» вбивають у селі Кульно 21 українця[39].
- 19-22 березня — була проведена чекістсько-військова операція по ліквідації куреня «Благого». За даними чекістів було вбито 278 і захоплено живими 97 упівців. Серед убитих були опізнані: помічник курінного з постачання «Довбуш», сотенний «Шум», командир охорони польової жандармерії Станіславської округи ОУН «Бурлак» і сам курінний «Благий», який загинув 20 березня в с. Лесівка[41].
- 20 березня — в результаті чекістсько-військової операції з ліквідації обласної «Української державної служби безпеки» ОУН (УДСБ ОУН), яка оперувала в Рава-Руському, Магерівському, Жовківському, Кам'янко-Струмилівському, Львівському та інших районах вбито її керівника «Крука» і 18 вояків, відбито обоз із 3 возів, 6 коней, зброя, боєприпаси, спорядження. Вилучені документи свідчать, що боївка СБ займалася розширенням агентурної мережі, а також затримувала, допитувала і знищувала тих, хто співпрацював з радянською владою.[42][43].
- 21 березня;
  - солдати з 2-го Самостійного операційного батальйону внутрішніх військ в Любачеві під командуванням підполковника Станіслава Шопінського спільно з міліціянтами з постерунків у Фільварках і Руді Ружанецькій вбивають близько 90 українських цивільних в селах Старий Люблинець і Новий Люблинець[39].
  - велика група військ НКВС атакувала сотню УПА під командуванням «Веселого» біля села Струбовиська Підкарпатського воєводства Польщі. Совєтам допомагали частини Войська Польського і так званої польської «міліції» з м. Тісна. Після багатогодинного бою вояки УПА змушені були відступити і карателі зайняли село. Багато домівок було спалено. В бою загинуло 15 повстанців. Енкаведисти спалили село і вбили 17 місцевих мешканів[44].
- 25 березня — партизани УПА з так званої бойової групи Гриця Руденка-«Сушка», що входила до складу куреня «Вовки» під видом внутрішніх військ НКВС атакують населений пункт Крилів та захоплюють місцевий пост МО, гине від 20 до 60 поляків. Жертвами нападу стали переважно члени місцевої самооборони та деякі міліціонери. Більшість захоплених в полон поляків були розстріляні в лісі біля Долобичіва або Угринова[45].
- 27-28 березня — курінь УПА «Месники» під командуванням Івана «Залізняка» Шпонтака ліквідував одночасно всі застави польської народної міліції у 18 селах Ярославського та Любачівського районів, внаслідок чого було вбито 30 міліціонерів та 46 цивільних осіб. За успішну операцію Шпонтак отримав Срібний хрест бойової заслуги[46].
- 30 березня — упівці здійснили напад на взвод ремонтно-відновлюваного загону зв’язку який здійснював ремонт лінії на ділянці Коцинів–Бездомирі, забрали з собою 20 бійців разом з командиром взводу лейтенантом Гладковим, захопили інструменти і зброю[47].

## Квітень
- 4 квітня — українські повстанці напали на пункт спецзв’язку на маршруті Ходорів–Нові Стрілища. Викрили 34 таємних пакети, забрали з собою фельдєгеря Абрамова, стрілка ВОХР та їздового[48].
- 5 квітня — бойовка СБ Калуського окружного проводу ОУН спільно з сотнею УПА між селами Гуменів та Верхня здійснили напад на групу радянсько-партійного активу Войнилівського району Станіславської області. В результаті 8 людей було вбито, 9 захоплено живими і пізніше страчено[49].
- 6 квітня — польські військові з 2-го батальйону Корпусу внутрішньої безпеки та місцеві міліціонери під приводом боротьби з УПА вбили понад 170 мирних українців у селі Гораєць[50].
- 7 квітня — у селі Посіч повстанці Підкарпатського куріня атакували підрозділи червоноармійців з 64-го та 90-го стрілецьких полків, які займалалися збіром продовольчого контингету. За даними УПА знищено 60 ворогів, загинув один повстанець, який підірвав себе гранатою[51]. Радянська сторона визнавала загибель 16 червоноармійців, 8 було поранено, знищено 3 вантажних автомобіля[52].
- 11 квітня — підрозділами Армії Крайової, (ймовірно, з Львівської округи АК), Батальйонів хлопських та селянами-поляками з навколишніх сіл здійснено напад на Бахів, внаслідок якого були замордовані близько 100 українських мешканців Бахова[53][54].
- 15 квітня — підрозділ батальйонів хлопських вбив 116 мешканців українського походження, головним чином жінок та дітей в Малкові.[55]
- 17 квітня — курінь «Месники» в знак помсти за різню в Горайці напав на село В'язівниця Ярославського повіту, в якому розташовувалися функціонери польської прокомуністичної міліції (близько 150 осіб), «штурмувка» Корпусу Внутрішньої Безпеки Польщі (близько 200 осіб), підрозділ військ НКВС (близько 50 осіб), а, крім того, була майже повністю озброєна чоловіча частина польського населення (близько 500 сімей). Загинув 91 поляк, спалена половина села[56].
- 18 квітня — озброєні польські підрозділи з відділу Народного Військового З'єднання під керівництвом Юзефа Задзерського (псевдо «Волиняк») без жодного приводу розстріляли в приміщенні школи майже 200 (за українськими джерелами — 358) українців з Пискорович та навколишніх сіл, які під захистом декількох вояків Червоної Армії очікували тут транспорту для переселення до інших районів УРСР[57].
- 20 квітня — о 4 годині ранку дві сотні УПА — «Ударники 5» та «Ударники 3» під командуванням «Хріна» та «Громенка» атакували село Борівниця під Перемишлем. Метою упівців була застава польської Народної народної міліції, якою командував колишній партизан Армії Людової Ян Котвицький-«Сліпий» та самооборона, якналічувала близько 80 осіб. Група Котвицького боролася з українським підпіллям, скоювала грабежі та вбивства українських мирних жителів. Безпосереднім мотивом для нападу була помста за бійню у Павлокомі. Напевно, атака на село закінчилася невдачею для упівців: о 6:30 вони відступили. Загинули понад 60 поляків, упівці втратили 6 убитих та 1 тяжко пораненого та 5-8 легко поранених[58].
- 21 квітня — поблизу Динова підписано угоду між УПА і польським підпіллям про припинення ворожнечі й спільні дії проти комуністичної влади.[59].

## Травень
- 1 травня — на залізничній ділянці Сарни-Клесів партизанами було підірвано потяг. Загинули 27 червоноармійців, у тому числі три майори та один полковник[60].
- 4 травня — з’явилась “Декларація Проводу ОУН” (бандерівської), яка містила заклик продовжувати боротьбу, покладаючись на власні сили, накреслювала широку програму і тактику дій. Намічено було перейти до вужчих форм підпільної боротьби, щоб тим забезпечити себе від значних втрат, створити умови для можливості розглянути рух опору в часі, зміцнити й розбудувати конспіративну мережу[61].
- 10 травня — на ділянці Ковель–Поворськ, на міну, встановлену диверсійною групою бригади УПА «Незалежна Україна», наїхав бронепоїзд. Вибух міни знищив паровоз[62].
- 15 травняnbsp;— підрозділи УПА напали на село Грудек (Томашівський район), де обстрілюють з кулеметів маєток, в якому проживало близько 180 поляків[63].
- 18 травня — підрозділи УПА напали на села Радків, Ляхівці, Ріплин і Посадів (Томашівський район, Польща) і спалили більшість будинків та ліквідували близько 60 поляків[64].
- 19 травня — під час нападу групи спеціального призначення, яка підпорядковувалася СБ ОУН(б) і була під командуванням Володимира Сивака «Зірки» на село Бородиця (Грубешівський повіт, Люблінське воєводство), спалено 120 господарств, а щонайменше 8 поляків вбито. Це була остання акція бандерівського підпілля в рамках антипольської акції на тих теренах[65].
- 21 травня;
  - поблизу села Руда-Ружанецька відбувається головна зустріч між представниками АК/Делегатури збройних сил та ОУН(б) і УПА. Вона закінчується укладенням перемир’я, яке охоплює околиці Любачова, Холму і цілу Замойщину. Під час зустрічі насамперед узгоджується припинення усіх збройних виступів проти населення противника, а також обговорюються особливості майбутньої співпраці у пропагандистській, розвідницькій та військовій площині[66].
  - органи НКВС Станіславської області виявили могилу з трупами 35 задушених повстанців (точне місце в документі не вказане)[67].
- 22 травня — на території Рівненської області проведено 13 чекістсько-військових операцій, в результаті яких вбито 16 і поранено 23 “бандити”.[68].
- 24 травня — у Жаб’євському районі Станіславщини протягом одного дня в радянські органи з’явилося з повинною 86 повстанців, які здали 4 кулемети, 19 гвинтівок, 4000 набоїв[69].
- 27 травня — відділи УПА й АК-ВІН здійснили спеціальну акцію в селах Варяж і Хоробрів, знищили 15 комуністичних діячів й агентів і видалили звернення до українців про припинення братовбивства та спільну боротьбу проти комуністичної влади[70].

## Червень
- 4 червня — в селі Дев'ятники Львівської області в ході “військово-чекістських” операцій виявлено криївку. Застосувавши газ, облавники в непритомному стані захопили оунівців Петра і Миколу Дужих, Є.-М. Мартина, Д. Сусіка, І. Пеленського, М. Філіповського, а Михайло Медвідь (“Карпович”) загинув[71].
- 6 червня — чотири загони НСЗ під командуванням капітана  капітан Мечислава Паздерського-«Шари» вбили 194 українських мешканців у тому числі 65 дітей в селі Верховин і пограбували їх майно. Після завершення акції її учасники зіткнулися з радянськими військами НКВС і в ході сутички зазнали людських і матеріальних втрат (у тому числі і все награбоване).[72].
- 18 червня — бійці сотні «Журавлі» пошкодили полотно залізничного моста на ріці Чечва між селами Спас і Луги, після чого, було пущено на знищений міст паровоз з дерева. Цим було затримано цілковитий рух по залізничній колії, якою червоноармійці вивозили з Карпат у великій кількості деревообробний матеріал[73].
- 19 червня — у селі Кліщівна Рогатинського району Івано-Франківської області у бою зі спецгрупою НКВС загинув майор УПА Василь Брилевський («Боровий», начальник відділу військової підготовки КВШ УПА-Захід)[74].
- 20 червня — чота сотні «Вітрогони» УПА-Захід у селі Збора на Станіславщині атакувала гарнізон НКВД. Раптовим нападом знищені командир гарнізону і кілька військових. У подальшій перестрілці знищені ще 6 військових НКВД[75].
- 22 червня — літак ПО-2 здійснив вимушену посадку поблизу Войнилова. До прибуття допомоги літак був спалений упівцями (екіпаж, ймовірно, вижив). Фінансові втрати оцінювалися в 17 тис. рублів[76].
- 24 червня — на території Львівської області з’явилась летючка ОУН і УПА з текстом відозви “Свобода віросповідання в СРСР”, у якій розкривається спрямування й характер антиунійної акції сталінського режиму, розповідається про безчинства влади щодо Греко-католицької церкви, репресії стосовно духовенства й архієреїв[77].

## Липень
- 17 липня — засідка чоти УПА-Захід на конвой НКВС із полоненими оунівцями біля села Олешів Тлумацького району Станіславської області (знищено 16 військовослужбовців, звільнено заарештованих)[78].

## Серпень
- 4 серпня — в селі Шишківці група повстанців, одягнена в червоноармійську форму, розбила два трактори, спалили молотарку і знищила документи в сільській раді.[79].
- 14 серпня — група повстанців спалила 8 копиць хліба і молотарку у колгоспі ім. Сталіна біля Скали-Подільської[79].
- 24 серпня —  8 повстанців здійснили напад на прокурора Бережанського району Саглицького і заступника директора місцевої МТС Опанасенка, які перебували в селі Жуків. Саглицький загинув від вибуху гранати.[79].
- 27 серпня — сотня «Сірі» під командуванням Михайла Коржака (псевдо Сапер) разом з двома сотнями («Залізні» та «Звірі») куреня «Смертоносці» звели бій з спецвідділом ОББ (відділ боротьби з бандитизмом) у Кінчацькому лісі. Ворог втратив 80 убитими.[80]

## Вересень
- 1 вересня;
  - на село Клинки (Рокитнянський район) напали загони УПА “Сіромаза”, “Павленка”, “Велеса” загальною кількістю 200 осіб. В ході бою вбито дільничного уповноваженого райвідділу НКВС, 8 бійців ВБ, 20 відведено в ліс[81].
  - у Золочівському районі повстанська боївка здійснила напад на с. Жалєєво (напевно Залісся), в якому перебував гарнізон з 16 бійців[81].
- 2 вересня — курінь УПА «Месники» під командуванням Івана Шпонтака-“Залізняка” спробував перейти радянсько-польський кордон у Рава-руському районі, але був зупинений вогнем прикордонних частин. Після радіоповідомлення прикордонники також виставили заслони в Магерівському і Яворівському районах. У результаті переслідування і оточення курінь за рядянськими даними втратив 58 убитими і 4 пораненими, чекісти також відзвітували про загибель “Залізняка”, але він вижив. Втрати радянської сторони становили 3 вбитими і 4 пораненими[82].
- 4 вересня — в селі Сморжів до лісу виведено голову сільради Кучинського. Протримавши бранця до вечора, повстанці відпустили його, попередивши, що коли він продовжуватиме хлібозаготівлі, на нього чекає смерть[81].
- 10 вересня — у Ракитновському районі Ровенської області біля села Бути (напевно Буда вчинено напад з засідки на групу партійно-радянського активу і групу бійців. У результаті зіткнення вбито три бійці ВБ та уповноважений райкому КП(б)У по хлібозаготівлі Силенко[83].
- 12 вересня — невідома повстанська група вночі напала на залізничні станції Речиця, Олехівці, Гає-Вижня в Дрогобицькому районі, знищили телефонний зв’язок на лініях і телеграфно-телефонну апаратуру.[84].
- 15 вересня — у бою з підрозділом внутрішніх військ НКВС у селі Бишки Козівського району Тернопільської області загинув Яків Бусел («Галина»), начальник політвиховного відділу Головного штабу УПА[85][86].
- 17 вересня — в селі Жнятин на Люблінщині під час штурму криївки загинув командир куріня УПА «Вовки» майор Мар'ян Лукашевич (“Ягода”).[87].
- 28 вересня — партизани напали на аеродром Золочіва. Один літак було спалено, вбитий унтер-офіцер[88].
- 30 вересня — за допомогою міни, встановленої УПА, зійшов з рейок бронепоїзд між станціями Клесів і Томашогруд. В той же день, але між Стриєм і Станіславом, партизани пустили під укіс товарняк з пальним. Згоріли вісім цистерн з їх вмістом. Два вагони і два паровоза зійшли з рейок[89].

## Жовтень
- 10-11 жовтня — повстанський підрозділ в 35 осіб під командування "Орлика" атакував прикордонну заставу НКВС №14 поблизу хутора Теребіне в Радехівському районі. Кілька прикордонників отримали поранення[90].
- 11 жовтня — Українські повстанські підрозділи, протидіючи акції переселення, підпалили села Черничин, Черничинек, Теребінь, Теребінець, Масломичі, Метелин з хуторами[91].
- 12 жовтня — поблизу села Немилів опергруппа 111-го прикордонного загону НКВС під командуванням старшого лейтенанта Журавльов знайшла 6 повстанських криївок. В двох із них під час штурму загинуло 4 повстанців, 1 був захоплений в полон[92].
- 21-22 жовтня — Підкарпатський курінь атакував Бірчу, де спалив 40 будівель, військові казарми, зруйнував суд, пошту, тюрму, з якої випустив в'язнів, та взяв в полон 7 польських вояків, яких переведено на присілок Буковина села Брижава, що був збірним пунктом куреня, і де полонених на другий день, по пропагандивній розмові та роздачі відозв до Війська Польського та підпільної літератури, відпущено додому. Залогу міста було розбито. З ворожої сторони за даними УПА близько 150 вбитих та понад 200 поранених[93]. Польскі джерала вказують, що загинуло 17 солдатів польської армії та 12 мирних жителів[94]. Власні втрати куреня «Прута» — 4 вбитих і 6 поранених.
- 22 жовтня — Загін УПА «Громенка» здійснив напад на село Кузьмина[95].
- 27 жовтня — у колонії Хорошанка (Підляшшя) (Польща). Представник УПА С. Мартинюк “Граб” наладив контакти з польським підпіллям й домовився про припинення взаємного протистояння, обмін розвідувальними і пропагандистськими матеріалами. Цим завершувався перший етап міжнаціонального конфлікту в південно-західних районах Польщі[96].

## Листопад
- 12 листопада — головнокомандувач УПА Роман Шухевич підписав інструкцію Крайового проводу ОУН надрайонним провідникам, в якій, окрім інших, розглядалося кадрове питання. У документі наголошується на необхідності зближення тогочасних функціонерів ОУН з тими, які мали ще довоєнний досвід; підвищенні ролі політвиховників. Стосовно загальної маси населення зазначалося, що вона “є тільки національно свідома, а не революційна... Ми не сміємо допустити до того, щоб у боротьбі брав участь тільки революційний актив, бо тоді маса залишається без провідного елементу і не буде здатна докінчити боротьбу”. Особлива увага зверталася на підростаюче покоління. Щоб виховати його в національному і релігійному дусі, ставилося завдання всіма засобами виривати його з-під впливу більшовицького агітпропу, комсомольських та піонерських організацій. У плані підготовки до зими вказувалося на важливість закріплення за кожним командиром певної кількості відділів УПА, організації пунктів зв’язку, створення спецбоївок поблизу кожного районного центра для виконання диверсійно-терористичних акцій, опанування містами, створення перешкод для радянських господарчих органів у справі лісозаготівель[97].

## Грудень
- 10 грудня — поблизу села Нова Скварява опергрупа Жовківського РВ НКВС разом з підрозділом ВВ НКВС провели операцію в результаті якої виявлено оунівську типографію. Три підпільники, що перебували в схроні де містилась типографія, підірвали себе гранатами. У схроні виявлено один розмножувальний апарат, склограф, шрифти, багато гасел і плакатів, дві друкарські машинки, документи[98].
- 11 грудня — сотня УПА під командуванням «Бурлаки» спробувала звільнити німецьких військовополонених з табору в Негрибці поблизу Перемишля. Щигельський хотів за рахунок колишніх солдатів вермахту посилити власний загін. Акція закінчилася невдачею, в основному через відмову бранців покинути табір[99].
- 21 грудня — наскок куреня «Дзвони» на більшовиків (чисельністю 300 осіб) поблизу села Завій Перегінського (нині — Калуського) району Станіславської (нині — Івано-Франківської) області. Бій закінчився без втрат з боку куреня. Здобуто 30 автоматів, 50 крісів, уніформу і взуття[100].
- 27 грудня — бій куреня «Сивуля» з більшовиками на горі Климі біля села Пороги. Втрати повстанців — 6 убитих.[101]